# Santa Catarina (Cabo Verde)
Santa Catarina es un municipio caboverdiano situado en la isla de Santiago. La sede del municipio es Assomada. 

## Historia
El municipio fue creado en 1971 y está ubicada a unos 60 km NNO de la capital de Cabo Verde, Praia, SSE de Tarrafal y al O de San Miguel. 

## Geografía física

### Localización
El municipio limita por el norte con el municipio de Tarrafal, por el este con los municipios de São Miguel, Santa Cruz, São Salvador do Mundo, por el sur con el de Ribeira Grande de Santiago, y por el oeste con el océano Atlántico.

### Hidrografía
En sus tierras se encuentra el embalse de Saquinho, inaugurado el 1 de noviembre de 2013.
Tiene una capacidad de 704 mil metros cúbicos.

## Organización territorial
Consta de una freguesia:
- Santa Catarina

## Demografía
| Gráfica de evolución demográfica de Santa Catarina entre 1940 y 2021 |
| |
| Población del municipio entre los años 1940 y 2010 según el censo de población de la página web Opendataforafrica.org. Población estimada según el Instituto Nacional de Estatística de Cabo Verde. Población según el resultado censal preliminar de 2021 del Instituto Nacional de Estatística de Cabo Verde según la página web citypopulation.de. |

## Patrimonio
El municipio junto con el campo compone una rara belleza natural y posee también localidades con algunas particularidades atractivas, en claro contraste con la ciudad de Assomada con su acentuado crecimiento urbano. El Centro Cultural de Assomada alberga un museo con el nombre Museo de la Tabanka.